# المستشفى الإسلامي
المستشفى الإسلامي مستشفى تأسس عام 1982، يتكون المستشفى من فرعين الأول يقع في منطقة العبدلي في مدينة عمان عاصمة الأردن، والثاني في مدينة العقبة.

## الخدمات الطبية المقدمة
يقدم المستشفى خدماته في مختلف فروع الطب والجراحة، ويحتوي على عدة أقسام من بينها قسم الأمراض الباطنية، قسم الجراحة، النسائية والتوليد، طب الأطفال والخداج، طب الأسنان، يعتبر المستشفى واحد من أكبر المستشفيات الخاصة في الأردن إذ يبلغ عدد الأسرة 273 سريراً في فرع عمّان و46 سريراً في فرع العقبة.

## وصلات خارجية
- الموقع الرسمي لوزارة الصحة في الأردن